# Zabbar Neang
Zabbar Neang, född 1 augusti 1946, i Kratie, Kambodja är en svensk boulespelare. Neang var den första att av Svenska Bouleförbundet bli utsedd till Stor Spelare. Utmärkelsen innebär att man dels ska ha spelat minst 100 landskamper för Sverige och ha minst 150 poäng.